# Guy Jerram
Guy Jerram (Paris, 7 mars 1896 - Neuilly-sur-Seine, 4 juillet 1951) entre en 1924 au Comité directeur du Parti communiste français (PCF) et demeure membre du collectif de direction du PC jusqu'en 1935, année marquée par son exclusion de celui-ci.

## Biographie
- 1915 : il est appelé sous les drapeaux.
- 1919 : il est démobilisé.
- 1920 : il est choisi parmi les sections socialistes de Valenciennes pour figurer au sein de la Fédération du Nord au congrès de Tours. Cette année-là, à l'issue des grèves, il est devenu représentant de commerce.
- 1921 : il devient secrétaire de l'arrondissement de Valenciennes. Il entre, également, au Comité central de l'Association républicaine des anciens combattants (ARAC).
- 1922 : il crée le syndicat CGTU des Métaux de Valenciennes. En juillet, lors du congrès fédéral du PC, il est nommé directeur du Prolétaire.
- 1923 : il devient le secrétaire permanent de la Fédération du Nord du PC. En juillet, il participe au congrès national de l'ARAC, à Clermont-Ferrand, et y joue un grand rôle.
- 1924 : lors du congrès de Lyon du PC, il entre au Comité directeur. À l'été, il est délégué à Moscou au V e congrès de l'Internationale communiste (IC). Il y est élu délégué suppléant de son comité exécutif. En novembre, il abandonne ses fonctions dans la Fédération du Nord.
- 1925 : il figure, lors des élections municipales à Valenciennes, sur la liste du Bloc ouvrier et paysan. En mai, il est désigné pour un "emploi de confiance" auprès de l'administration du Comité central du PC.
- 1926 : au congrès de Lille, il est réélu au Comité central.
- 1928 : lors d'un Comité central, à Choisy-le-Roi, il est des minoritaires qui votent contre la tactique classe contre classe. Bientôt, il est condamné à trois mois de prison par le tribunal de Lille pour avoir diffusé des chants antimilitaristes. Un peu plus tard, il est à nouveau condamné par le tribunal de Douai à six mois de prison et 100 F d'amende pour "provocation de militaires à la désobéissance". En octobre, il est arrêté. Cette année-là, nait son premier enfant.
- 1929 : il purge une autre peine de prison pour "violences à agent". Naissance de son second enfant.
- 1930 : la direction du PC le rappelle à Paris pour lui confier la direction de la section centrale de lutte contre les adversaires du Parti. À la fin de cette année, il est élu au poste de secrétaire technique à la propagande de l'ARAC.
- 1931 : il devient secrétaire général de l'ARAC.
- 1932 : il est candidat aux élections législatives à Paris, sous l'étiquette du Réveil du combattant .
- 1933 : il est réélu à la tête de l'ARAC et, en août, désigné au secrétariat du comité Amsterdam-Pleyel pour la France.
- 1934 : son divorce avec le PC débute. Il n'est pas reconduit dans ses fonctions de secrétaire général de l'ARAC.
- 1935 : il est exclu du PC. En décembre, alors qu'il veut assister à une réunion locale de l'ARAC, il est contraint de quitter la salle. Il anime, alors, une Association amicale de la région des Alpes à Paris.
- 1936 : il accepte les fonctions de secrétaire de l'association franco-italienne des Anciens combattants.
- 1938 : il devient membre de la "commission de paix" et de la "commission technique" de la Fédération ouvrière et paysanne des associations de mutilés de guerre (FOP).
- 1939 : il est élu secrétaire adjoint de la Fédération de la région parisienne de la FOP. En septembre, il est placé en affectation spéciale au Journal Officiel.
- 1941 : en cette qualité, il est muté à Vichy.
- 1942 : il accepte les fonctions de secrétaire de l'association "Paix et Travail".
- 1944 : il adhère au Parti socialiste SFIO;
- 1946 : la SFIO le choisit comme Grand électeur pour les élections sénatoriales.

## Source
- Dictionnaire biographique du mouvement ouvrier français, éditions de l'Atelier, 1997.